# Rochdale
Rochdale é uma cidade no Noroeste da Inglaterra, possui uma população de 95.796 habitantes.
É a principal cidade do distrito metropolitano de Rochdale, em Manchester.
Em 21 de dezembro de 1844 no bairro de Rochdale, em Manchester (Inglaterra), 27 tecelões e uma tecelã fundaram a "Sociedade dos Probos Pioneiros de Rochdale" com o resultado da economia mensal de uma libra de cada participante durante um ano. Tendo o homem como principal finalidade - e não o lucro, os tecelões de Rochdale buscavam naquele momento uma alternativa econômica para atuarem no mercado, frente ao capitalismo que os submetiam a preços abusivos e do desemprego crescente advindo da revolução industrial. Naquele momento a constituição de uma pequena cooperativa de consumo no então chamado "Beco do Sapo" (Toad Lane) estaria mudando os padrões econômicos da época e dando origem ao movimento cooperativista. Tal iniciativa foi motivo de deboche por parte dos comerciantes, mas logo no primeiro ano de funcionamento o capital da sociedade aumentou para 180 libras e cerca de 10 anos depois o "Armazém de Rochdale" já contava com 1.400 cooperantes. O sucesso dessa iniciativa passou a ser um exemplo para outros grupos. O cooperativismo evoluiu e conquistou um espaço próprio, definido por uma nova forma de pensar o homem, o trabalho e o desenvolvimento social. Por sua forma igualitária e social o cooperativismo é aceito por todos os governos e reconhecido como fórmula democrática para a solução de problemas sócio-econômicos. Normas rochdaleanas são regras originadas do estatuto da primeira cooperativa criada no século XIX.